# Amphiesma sarasinorum
Amphiesma sarasinorum este o specie de șerpi din genul Amphiesma, familia Colubridae, descrisă de Boulenger 1896. Conform Catalogue of Life specia Amphiesma sarasinorum nu are subspecii cunoscute.